# Parafia św. Jerzego i św. Tekli w Wojtkowej-Nowosielcach Kozickich
Parafia św. Jerzego i św. Tekli w Wojtkowej-Nowosielcach Kozickich − parafia rzymskokatolicka znajdująca się w archidiecezji przemyskiej, w dekanacie Ustrzyki Dolne.

## Historia
Nowosielce Kozickie w 1417 roku zostały nadane przez króla Władysława Jagiełłę braciom Chodce i Steczce z Sandomierza, a w 1426 roku zmieniono lokację na prawo niemieckie. W 1442 roku został zbudowany drewniany kościół.
W 1743 roku została erygowana parafia i zbudowano obecny kościół z fundacji Jerzego Czeczela Nowosieleckiego i Cecylii z Zapłatyńskich. W 1745 roku kościół został konsekrowany przez bpa Wacława Hieronima Sierakowskiego. W 1973 roku przejęto i zaadaptowano dawną cerkiew w Wojtkowej na kościół filialny. W latach 90. XX wieku zbudowano plebanię w Wojtkowej i wówczas zmieniono nazwę parafii na parafia Wojkowa-Nowosielce Kozickie.
Na terenie parafii jest 940 wiernych (w tym: Wojtkowa – 335, Nowosielce Kozickie – 160, Jureczkowa – 149, Wojtkówka – 325, Grąziowa – 40, Kwaszenina – 7).
Proboszczowie parafii:
Proboszczami parafii byli m.in.: ks. Jan Kolanko (od 1919), ks. Jan Sanowski (od 1929), ks. Jan Czekajski, ks. Józef Ryczan, ks. Antoni Kotyrba (od 1950, administrator), ks. Jan Habrat (od 1960, administrator), ks. Kazimierz Kaczor (1972–1979), ks. Jan Gancarz (od 1979).

## Kościoły w parafii
- Wojtkowa – kościół pw. św. Maksymiliana Kolbego.
- Nowosielce Kozickie – kościół pw. św. Jerzego i św. Tekli.
- Jureczkowa – kościół filialny pw. św. Piotra i Pawła (od 1978)

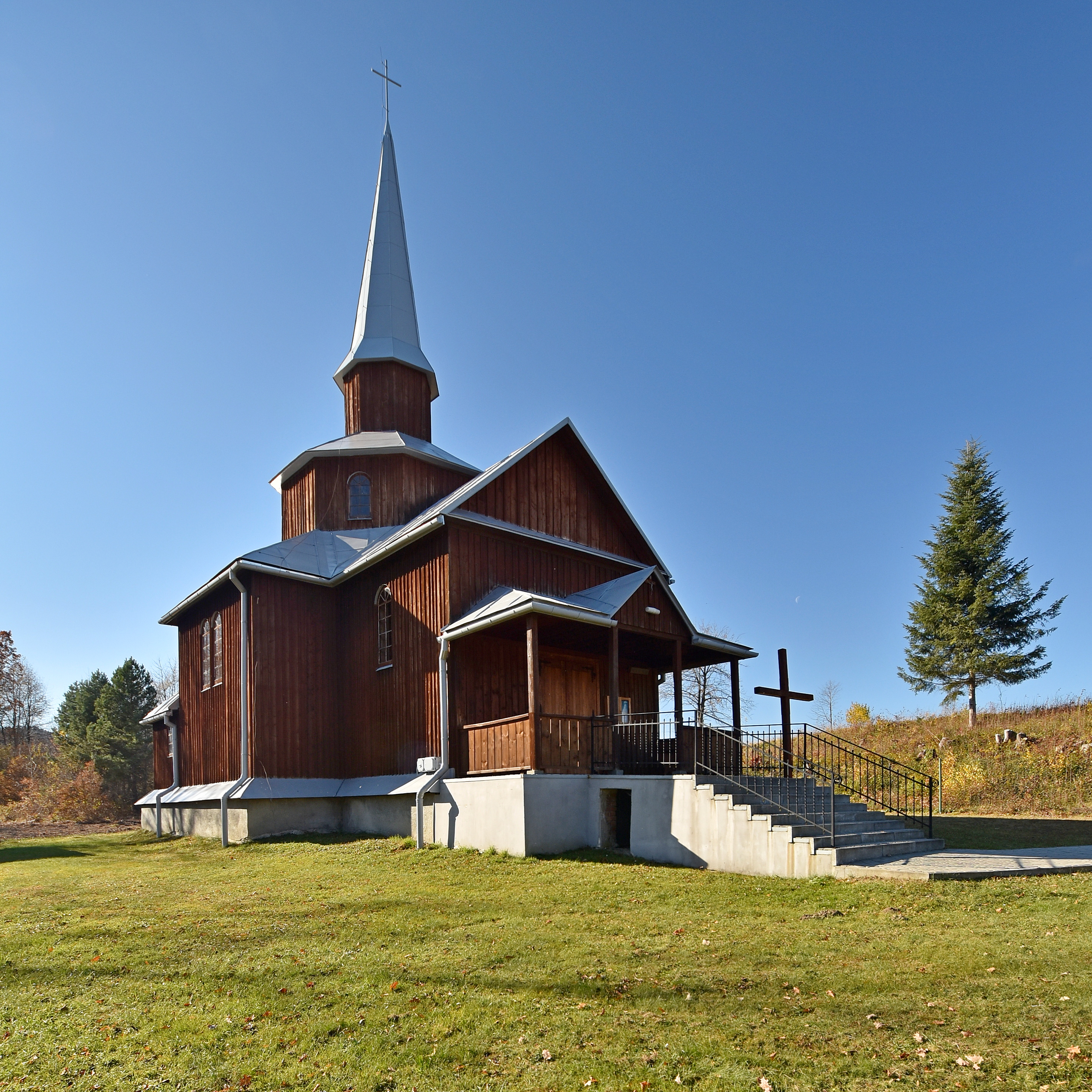
Kościół filialny w Jureczkowej
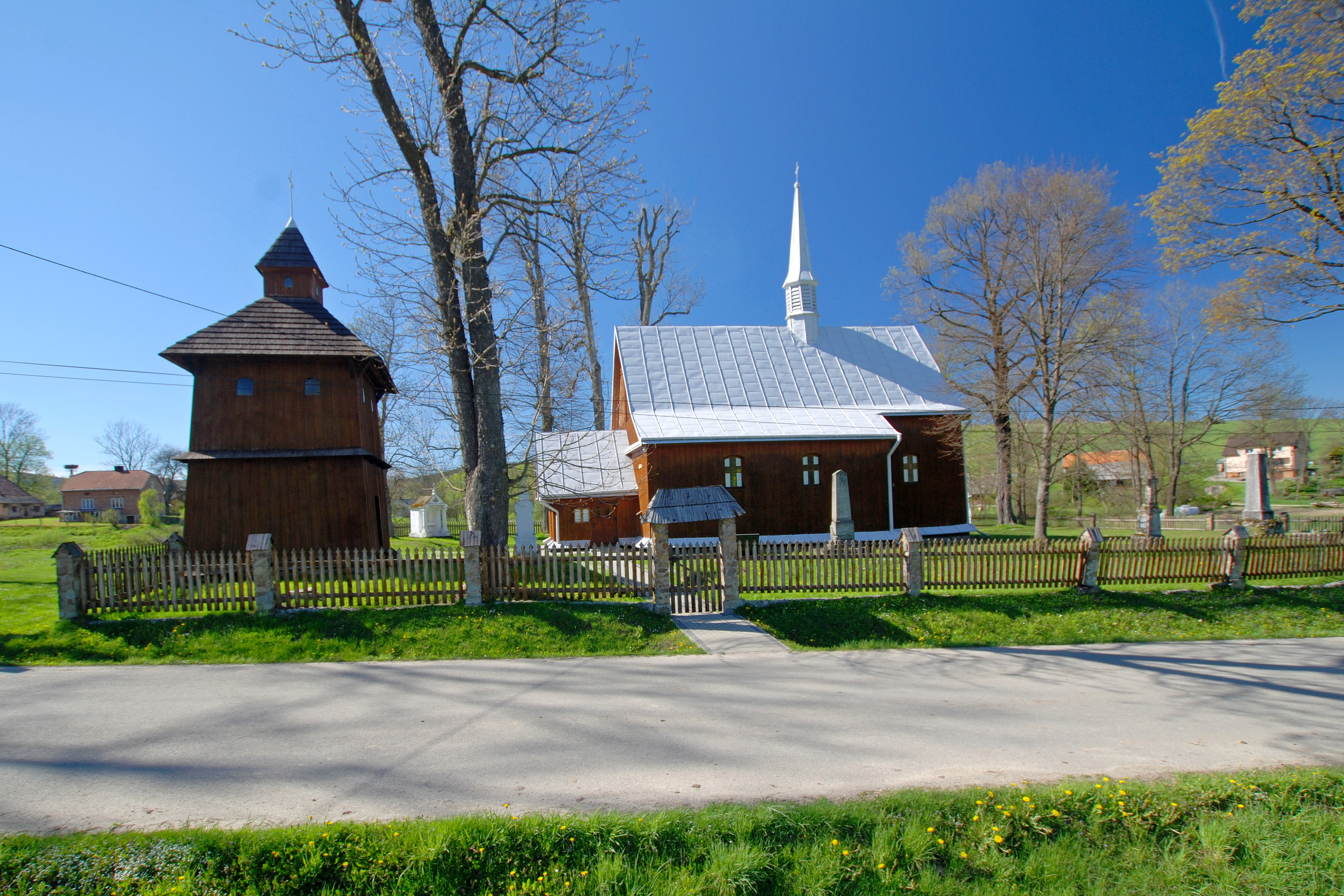
Kościół filialny w Nowosielcach Kozickich